# 매그니토
매그니토(Magneto, 본명: 막스 아이젠하르트, Max Eisenhardt)는 마블 코믹스에서 출간한 만화책에 등장하는 가상의 슈퍼히어로 캐릭터이다. 그는 엑스맨 코믹스 그리고 애니메이션과 영화에서도 대부분 주된 빌런이였으며, 심지어 엑스맨의 동맹이자 멤버가 되기도 하였다. 캐릭터의 첫 등장은 1963년 1월 엑스맨 #1이며, 공동 작가 스탠 리와 잭 커비가 창작하였다. 자기장을 생성하고 조정하는 강력한 능력을 지닌 뮤턴트인, 매그니토는 인류를 더 이상 세상을 끊임없이 지배할 존재가 되지 못하는 뒤떨어진 종족이라 여겨, 뮤턴트들이 인류를 지배하는 것을 지향한다. 하지만, 작가들이 그에게 유대인 홀로코스트 생존자라는 그의 성격과 기원에 살을 붙인 이후부터, 비슷한 운명에 고통받는 뮤턴트 종족들을 보호하는 목적으로 바뀌었다. 이를 만든 크리스 클레어몬트는 메나헴 베긴 이스라엘 전 총리를 바탕로 매그니토의 배경설정을 만들었으며, 이후 그는 시민권 지도자 말콤 X와 유대인 방위 연맹의 설립자 메르 카한과 비교되오고 있다. 매그니토는 평화주의적 행동을 하는 프로페서 X를 맘에 들어하지 않고 시민권을 얻기 위한 더 공격적인 압박을 가하고 있다.
이언 매켈런 경은 마이클 패스벤더가 연기하였던 젊은 시절의 매그니토가 나온 엑스맨: 퍼스트 클래스를 제외한 모든 엑스맨 영화 시리즈에서 매그니토 역을 연기하였다. 두 배우는 2014년에 공개되는 후속편인 엑스맨: 데이즈 오브 퓨처 패스트에서 함께 같은 역을 연기하였다. 또한 마이클 패스벤더는 이후 (2016년)에 나온 엑스멘: 아포칼립스에서 매그니토 역을 맡았다.

## 담당 배우
- 이언 맥켈런(노인의 매그니토)
- 마이클 패스벤더(젊은 시절 매그니토)